# Anna Dickie Olesen
Anna Dickie Olesen (3 de julio de 1885 – 21 de mayo de 1971) era un político americano del estado de Minnesota quién era la primera mujer para ser nominado por un partido mayoritario para el Senado de Estados Unidos.

## Primeros años
Olesen nació en Cordova Township, Le Sueur Condado, Minnesota hija de Peter Daniel y Margaret Jones Dickie. Tenía dos hermanos menores: Lewis, que nació en 1891, y Owen, que nació en 1984. Su familia era Metodistas y apoyado la abstinencia de alcohol. También eran Republicanas, pero cambió a apoyar al Partido Democrático en los 1890s, una afiliación qué Olesen mantuvo. Olesen atendió escuela para unos años y se convirtió en maestra. El 8 de junio de 1905 se casó con Peter Olesen a la edad de diecinueve años. Peter era un danés inmigrante quién era un estudiante en Hamline Universidad. Habían sido introducidos cuándo Peter hizo una visita a Waterville. Tuvieron una hija junta, Mary. El par nuevo movió a Santo Paul, Minnesota, pero movió dos veces más para acomodar el trabajo de Peter: una vez a Pine City, Minnesota en 1908, y a Cloquet, Minnesota poco después. Perdieron su casa en Cloquet debido a un fuego en 1918, pero escogió quedar.

## Carrera política
Olesen se convirtió en orador para complementar los ingresos de su familia, a través de los cuales atrajo la atención nacional. Habló específicamente sobre temas como el sufragio femenino y la prohibición. Sus conocidos incluyeron William Jennings Bryan, quién era un seguidor del movimiento de sufragio y de Olesen. Olesen era conocida como una oratoria eficaz, y en 1920 se convirtió en la primera mujer en hablar en la cena del Día de Jackson de los demócratas, lo que aumentó su popularidad.
La primera entrada de Olsen en la política además de su carrera como oradora fue como delegada a la Convención Nacional Democrática el junio de 1920. Luego, en 1922, fue elegida por la convención Demócrata de Minnesota para ser la candidata del partido al Senado de los Estados Unidos con más del 47 por ciento de los votos, deviniendo la primera mujer para ser nominado para la posición por un partido mayoritario en cualquier estado. Sus competidores para la elección general incluyeron Henrik Shipstead, nominados por el Partido Laborista-Campesino y Frank B. Kellogg, el Republicano incumbente. A pesar de los extensos esfuerzos de campaña, Shipstead ganó las elecciones con Kellogg en segundo lugar y Olesen en tercero.
A pesar de su derrota electoral, Olesen permaneció activo en la política dentro del Partido Demócrata, incluso como delegado a las convenciones del partido, y también continuó su carrera como orador.

## Vida posterior
Olesen murió el 21 de mayo de 1971 a la edad de 85 años después de una caída en Northfield, Minnesota. Está enterrada en Waterville.